# Estación Ladrillos
Ladrillos fue una estación ferroviaria correspondiente al Longitudinal Norte ubicada en la comuna de Copiapó, en la Región de Atacama, Chile. La estación fue construida como parte del Ferrocarril de Caldera a Copiapó, además de servir a la ruta del Longitudinal Norte. La estación ya no estaba en operaciones para 1958.

## Historia
La estación Ladrillos originalmente fue parte de la construcción del Ferrocarril de Caldera a Copiapó; la estación fue parte de la segunda extensión de esta línea que se extendió desde estación Copiapó hasta estación Pabellón y con una línea que surgía desde la estación Paipote con la Estación Chulo, estas obras fueron desarrolladas bajo la supervisión del ingeniero Allan Campbell y que fueron entregadas en 1854, incluyendo la estación de Ladrillos.
Ya para 1922 el recinto estación se encontraba operativa. Sin embargo, para 1958 la estación ya no es considerada operativa. No queda ningún resto físico de la estación.